# SN 2007fk
SN 2007fk – supernowa typu IIn odkryta 8 lipca 2007 roku w galaktyce A155035+4346. W momencie odkrycia miała maksymalną jasność 19,60m.